# Can Bruguera (Sant Feliu de Buixalleu)
Can Bruguera és una masia de Sant Feliu de Buixalleu (Selva) inclosa a l'Inventari del Patrimoni Arquitectònic de Catalunya.

## Descripció
Edificació aïllada composta per dos habitatges (masia i corts) orientades a sud- est i a nord- est, i situades al nucli de Grions.
L'edifici principal té planta baixa i pis, i està cobert per un teulat a una vessant, desaiguat al lateral esquerre. La porta d'entrada principal, és amb llinda monolítica i brancals de carreus de pedra Al pis hi ha una finestra amb les mateixes característiques que la porta. Les façanes són de paredat rústic (còdols rierencs) i a la cadena cantonera, carreus de pedra força irregulars. Al costat esquerre hi ha diverses estances annexes.
A la part posterior, hi ha un edifici que antigament eren les corts, i actualment es tracta d'un habitatge en procés de reforma A la porta d'entrada s'hi accedeix per unes escales exteriors. Totes les obertures tenen llinda i brancals de pedra.
Façana arrebossada.

## Història
No s'ha trobat cap referència històrica documentada sobre la masia, però el seu propietari diu que és coneguda per la segona casa més antiga del poble.